# Graustein
Graustein, niedersorbisch Syjk, ist ein Ortsteil der brandenburgischen Stadt Spremberg im Landkreis Spree-Neiße im Süden der Niederlausitz. Bis zur Eingemeindung am 31. Dezember 2002 war Graustein eine eigenständige Gemeinde.

## Geographie

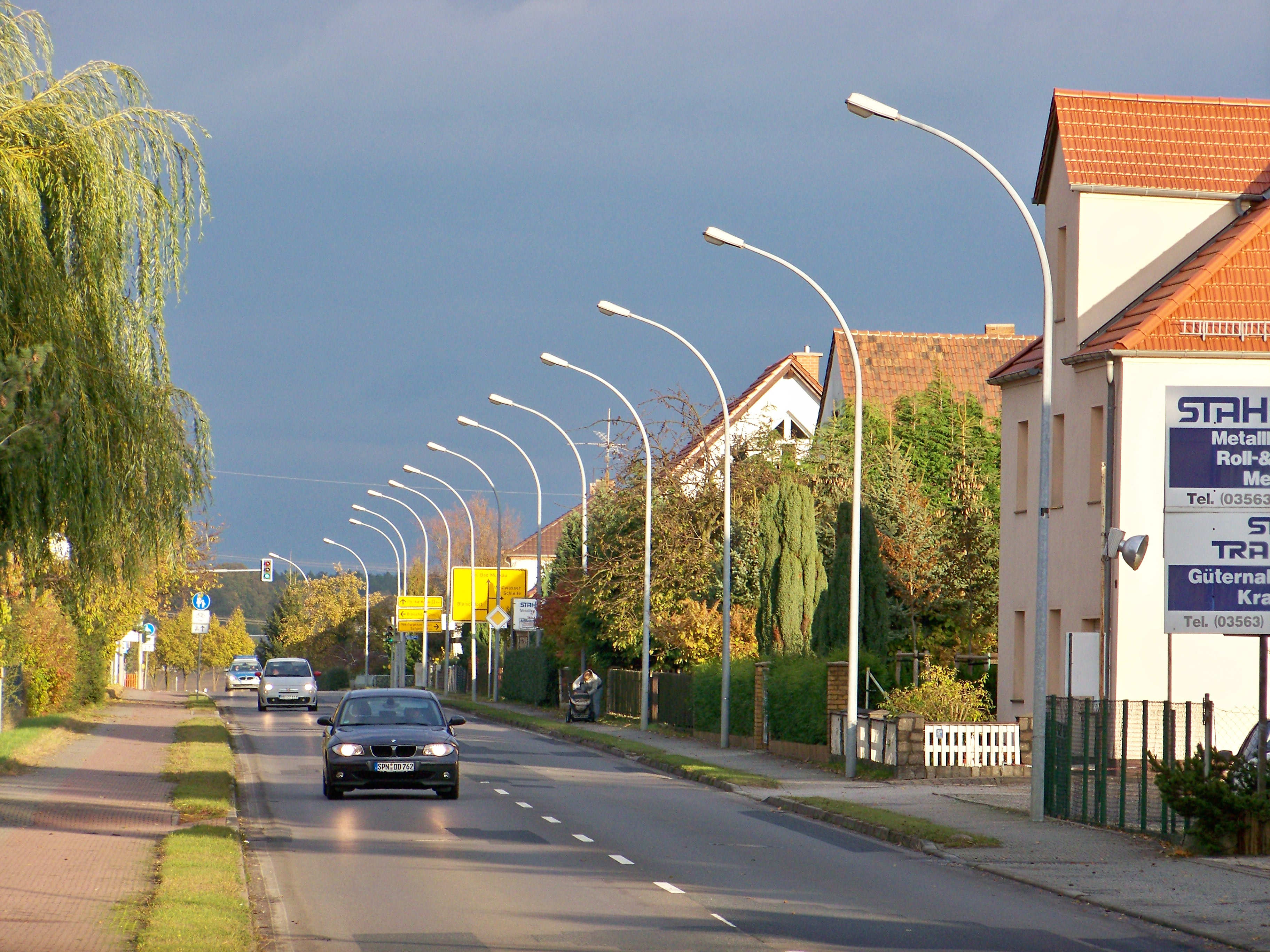
Muskauer Straße (B 156)

Graustein liegt 7 km östlich der Innenstadt von Spremberg an der Bundesstraße 156 und etwa 15 km nordwestlich von Weißwasser. Rund 15 Kilometer nördlich verläuft die Autobahn 15. Graustein liegt an der Bahnstrecke Berlin–Görlitz und der Bahnstrecke Spreewitz–Graustein.
Umgebende Ortschaften sind Türkendorf und Bloischdorf im Norden, Schönheide im Osten, sowie die sächsische Gemeinde Schleife im Südosten.

## Geschichte

### Ortsname
Frühe urkundlich belegte Formen des Ortsnamens sind Grawynsteyn (1421), (zum) Grefenstein (1446), Grauenstein (1495) und (zum) Grauenstein (1527). Der Name bezeichnet eine Siedlung an oder auf grauem, steinigen Gelände, sehr wahrscheinlich ist damit der große graue Stein auf dem Dorfanger in unmittelbarer Nähe der Kirche gemeint. Der Sage nach wollte der Teufel diesen Stein gegen die Kirche schleudern, erschrak jedoch ob des Geläuts der Kirchenglocken und ließ den Stein auf sich fallen, wodurch er unter ihm begraben wurde und bis heute unter ihm liegen soll. Tatsächlich ist der Stein jedoch, wie viele Findlinge in dieser Gegend, das Überbleibsel einer Endmoräne der letzten Eiszeit.
Der sorbische Name wurde 1761 als Szuͤwik und 1843 als Sywik sowie Syjk urkundlich überliefert. Nach Körner entspricht die niedersorbische Namensform der deutschen. Sie leitet sich vom altsorbischen sivy ‘aschgrau, blaugrau’ ab und verfügt über das Deminutivsuffix -k.

### Ortsgeschichte
Die erste urkundliche Erwähnung Grausteins erfolgte am 12. Februar 1421 in der Luckauer Urkunde Nr. 116 als Dorf mit 14 Hufen. Der Ort gehörte größtenteils zur Herrschaft Spremberg in der Markgrafschaft Niederlausitz, ein kleiner Teil wurde im Laufe der Zeit unter mehreren Adelsfamilien verpachtet. Besitzer des adligen Dorfteils waren im Jahr 1527 die Herren von Berge und später von Pannwitz. Von spätestens 1578 bis mindestens 1622 gehörte der adlige Teil der Familie von Seydlitz, danach wurde der Dorfteil an die Familie von Leupold verkauft. Im Erbregister der Herrschaft Spremberg von 1689 sind für Graustein 19 Bauern- und drei Büdnerstellen verzeichnet, von den Bauernstellen waren mindestens vier wüst.
Im Jahr 1708 lebten im Amtsanteil Grausteins sechs Bauern, drei Gärtner und drei Büdner. Zehn Jahre später verzeichnete der Amtsanteil fünf Hufner, drei Kossäten und einen Häusler, die eine Schatzung von 1100 Gulden abzugeben hatten. Im Grausteiner Hufen lebte zusätzlich ein Häusler mit einer Schatzung von 70 Gulden. 1723 hatte das Dorf zwölf Häuser und ein Vorwerk mit drei Büdnerstellen. Im Jahr 1738 fiel die Herrschaft Spremberg an das Kurfürstentum Sachsen; 1755 wurde die Herrschaft in ein sächsisch-kurfürstliches Amt umgewandelt. Im gleichen Jahr hatte Grausteins Gutsanteil 29 Einwohner. Nach sechs Besitzerwechseln innerhalb von 16 Jahren kam das Dorf an die Familie Gühloff. 1810 lebten im Amtsanteil drei Ganz- und zwölf Halbbauern sowie zusammengenommen elf Häusler und Büdner.
Nach der auf dem Wiener Kongress beschlossenen Teilung Sachsens kam Graustein im Jahr 1815 zum Königreich Preußen. Dort wurde das Dorf dem Spremberg-Hoyerswerdaer Kreis im Regierungsbezirk Frankfurt der Provinz Brandenburg zugeordnet. 1823 lebten im Amtsanteil von Graustein drei Bauern, zwölf Halbbauern und vier Büdner. Der Gutsanteil wurde 1825 von der Familie Lauer gekauft. Im gleichen Jahr wurde der Spremberg-Hoyerswerdaer Kreis aufgeteilt und Graustein blieb im Kreis Spremberg. Im Jahr 1840 hatte der Amtsanteil Graustein 39 Wohngebäude und 201 Einwohner, der Gutsanteil hatte elf Wohngebäude und 64 Einwohner. 1864 hatte Amt Graustein 292 und Lehn Graustein 66 Einwohner. Bei der Volkszählung vom 1. Dezember 1871 ermittelte man für Graustein eine Gesamteinwohnerzahl von 401, bis 1900 stieg die Einwohnerzahl auf 450. Das Amt Spremberg wurde bereits 1874 aufgelöst.
Als letzte Besitzer des Grausteiner Gutsanteils war im Jahr 1886 die Familie Krautz verzeichnet. Gegen Ende des 19. Jahrhunderts wurde das Gut Graustein parzelliert und in die Gemeinde eingegliedert. Zwischen 1913 und 1919 wurde in Graustein die heutige Dorfkirche als Ersatz für die 1676 errichtete Fachwerkkirche gebaut. Nach dem Zweiten Weltkrieg gehörte Graustein zur Sowjetischen Besatzungszone und ab 1949 zur DDR. Bei der Kreisreform am 25. Juli 1952 wurde die Gemeinde dem Kreis Spremberg im Bezirk Cottbus zugeordnet. Nach der Wiedervereinigung gehörte Graustein zunächst zum Landkreis Spremberg in Brandenburg, der am 6. Dezember 1993 im neuen Landkreis Spree-Neiße aufging. Am 31. Dezember 2002 wurde Graustein nach Spremberg eingemeindet.

## Infrastruktur und Sehenswürdigkeiten
Die Kirche inmitten der Dorfaue hat einen schiefergedeckten Turm mit vergoldeter Wetterfahne. Außerdem existieren ein Tierheim, eine Gastwirtschaft und eine Schneiderei. Zwei kleine Teiche samt Spielplatz und einer mächtigen alten Sommerlinde in der  parkähnlichen Anlage rund um die Kirche runden die Einrichtungen ab.
Das Gebäude der Alten Schule bildet heute das Gemeindezentrum. Ein Dorflehrpfad mit 14 Stationen beschreibt Örtlichkeiten und Historisches, wie die sogenannte Zuckerstraße, ein mittelalterlicher Handelsweg nach dem nahen Böhmen, die einst durch Graustein führte.

## Persönlichkeiten
Der gebürtige Spremberger Erwin Strittmatter wurde 1919 in Graustein eingeschult.